# Beach Boys Concert
Beach Boys Concert je jednou ze čtyř dlouhohrajících desek americké poprockové skupiny The Beach Boys vydaných v roce 1964 a zároveň jejich první koncertní album. Mělo velký úspěch a stalo se první LP deskou kapely, která dosáhla na 1. místo v americkém žebříčku Billboard. Vedle studiového alba All Summer Long také jako první deska The Beach Boys získala v únoru 1965 zlatou deskou.

## Okolnosti vzniku alba
Album bylo nahráno na dvou koncertech v Sacramento Memorial Auditorium v Sacramentu v Kalifornii. Vzhledem k tehdejším špatným nahrávacím podmínkám živých vystoupení prošel záznam před vydáním rozsáhlou postprodukční úpravou, díky čemuž zní na dobu vzniku relativně kvalitně. Vzhledem k tomu, že leader skupiny Brian Wilson vzápětí přestal s kapelou na koncertech vystupovat, jedná se o jeden z mála oficiálně vydaných živých záznamů The Beach Boys, kde je přítomen. Aby deska rozšířila dosavadní diskografii, vybral Wilson do finálové sestavy vedle hitů (např. Fun, Fun, Fun, Little Deuce Coupe, In My Room nebo I Get Around) také řadu písní, které kapela měla zařazené do koncertních show, ale dosud nevyšly na jejich studiových albech. Jsou to skladby převzaté od jiných interpretů: The Little Old Lady from Pasadena, Long Tall Texan, Monster Mash, Papa-Oom-Mow-Mow, The Wanderer, Graduation Day a Johnny B. Goode.

## Seznam skladeb
| Strana 1 | Strana 1                          | Strana 1                                | Strana 1 |
| Pořadí   | Název                             | Autor                                   | Délka    |
| -------- | --------------------------------- | --------------------------------------- | -------- |
| 1.       | Fun, Fun, Fun                     | Brian Wilson, Mike Love                 | 2:26     |
| 2.       | The Little Old Lady from Pasadena | Don Altfeld, Jan Berry, Roger Christian | 3:00     |
| 3.       | Little Deuce Coupe                | Brian Wilson, Roger Christian           | 2:27     |
| 4.       | Long, Tall Texan                  | Henry Strezlecki                        | 2:32     |
| 5.       | In My Room                        | Brian Wilson, Gary Usher                | 2:25     |
| 6.       | Monster Mash                      | Bobby Pickett, Lenny Capizzi            | 2:27     |
| 7.       | Let's Go Trippin'                 | Dick Dale                               | 2:34     |

| Strana 2 | Strana 2         | Strana 2                                                | Strana 2 |
| Pořadí   | Název            | Autor                                                   | Délka    |
| -------- | ---------------- | ------------------------------------------------------- | -------- |
| 1.       | Papa-Oom-Mow-Mow | Carl White, Al Frazier, Sonny Harris, Turner Wilson Jr. | 2:18     |
| 2.       | The Wanderer     | Ernest Maresca                                          | 2:00     |
| 3.       | Hawaii           | Brian Wilson, Mike Love                                 | 1:51     |
| 4.       | Graduation Day   | Joe Sherman, Noel Sherman                               | 3:29     |
| 5.       | I Get Around     | Brian Wilson, Mike Love                                 | 2:42     |
| 6.       | Johnny B. Goode  | Chuck Berry                                             | 1:56     |

## Obsazení
- Brian Wilson – baskytara, zpěv, (+ bicí v písni The Wanderer)
- Carl Wilson – sólová kytara, zpěv
- Dennis Wilson – bicí, (+ zpěv v písni The Wanderer)
- Al Jardine – kytara, zpěv, (+ baskytara v písni The Wanderer)
- Mike Love – saxofon, zpěv